# Notolabrus parilus
 Notolabrus parilus és una espècie de peix de la família dels làbrids i de l'ordre dels cipriniformes que es troba a Austràlia: Victòria, Austràlia Meridional i sud d'Austràlia Occidental.